# Montxo Armendáriz
Pour les articles homonymes, voir Armendáriz.
Montxo Armendáriz est un réalisateur espagnol, né le 27 janvier 1949 à Leoz (village d'Olleta (es)) en Navarre.

## Filmographie

### Courts-métrages
- 1974 : Barregarearen dantza
- 1980 : Paisaje
- 1980 : Ikusmena
- 1981 : Ikuska 11
- 1981 : Carboneros de Navarra
- 2013 : #Sequence

### Longs-métrages
- 1984 : Tasio avec Amaia Lasa, Patxi Bisquert, Jose Maria Asin
- 1986 : 27 heures (27 horas) avec André Falcon, Martxelo Rubio, Maribel Verdú
- 1990 : Lettres d'Alou (Las Cartas de Alou) avec Mulie Jarju, Eulalia Ramon, Ahmed El-Maaroufi
- 1995 : Les Histoires du Kronen (Historias del Kronen) avec Juan Diego Botto, Jordi Mollà, Núria Prims
- 1997 : Les Secrets du cœur (Secretos del corazón) (Bihotz ondoko secretuak)
- 2001 : Silence brisé (Silencio roto) avec Lucía Jiménez, Juan Diego Botto, Mercedes Sampietro
- 2004 : Escenario móvil, documentaire
- 2005 : Obaba, le village du lézard vert (Obaba) avec Peter Lohmeyer, Pilar López de Ayala, Juan Diego Botto
- 2011 : N'aie pas peur (No tengas miedo) avec Belén Rueda, Michelle Jenner, Lluís Homar

## Récompenses
- Coquille d'argent du meilleur réalisateur au Festival international du film de Saint-Sébastien en 1987.
- Coquille d'or au Festival international du film de Saint-Sébastien en 1990 pour Lettres d'Alou.
- Prix Goya du meilleur scénario original du meilleur scénario en 1991 pour Lettres d'Alou.
- Prix Goya du meilleur scénario adapté du meilleur scénario en 1996 pour Les Histoires du Kronen.
- Ange bleu à la Berlinale 1997 pour Les Secrets du cœur.
- Prix du public au Festival international du film de Chicago en 1997.
- Prix du jury de jeunes au Festival Cinespaña en 2001.
- Prix CICAE au Festival international du film d'amour en 2002.
- Médaille d'or du mérite des beaux-arts, décernée par le Ministère de la Culture espagnol, en 2020[1].